# Conjecture de Hodge
En mathématiques, la conjecture de Hodge est une des grandes conjectures de la géométrie algébrique. Elle établit un lien entre la topologie algébrique d'une variété algébrique complexe non singulière et sa géométrie décrite par des équations polynomiales qui définissent des sous-variétés. Elle provient d'un résultat du mathématicien W. V. D. Hodge qui, entre 1930 et 1940, a enrichi la description de la cohomologie de De Rham afin d'y inclure des structures présentes dans le cas des variétés algébriques (qui peuvent s'étendre à d'autres cas). Cette conjecture a reçu peu d'attention avant que Hodge ne la présente dans un discours prononcé lors du Congrès international des mathématiciens de 1950, qui s'est tenu à Cambridge dans le Massachusetts. La conjecture de Hodge est l'un des problèmes du prix du millénaire de l'Institut de mathématiques Clay. Cette conjecture a notamment été étudiée par Pierre Deligne et Claire Voisin.
Cette conjecture peut s'énoncer ainsi : il est possible de calculer la cohomologie d'une variété algébrique projective complexe à partir de ses sous-variétés. Moralement, la conjecture de Hodge affirme que certaines informations topologiques telles que le « nombre de trous » de certains espaces, les variétés algébriques complexes, peuvent être comprises en étudiant certains sous-espaces au sein de ces espaces, donnés par les zéros d'une fonction polynomiale. Ces derniers objets peuvent être étudiés à l'aide de l'algèbre et du calcul des fonctions analytiques, ce qui permet de comprendre indirectement la forme et la structure générales d'espaces souvent de dimension supérieure qui ne peuvent être facilement visualisés autrement.

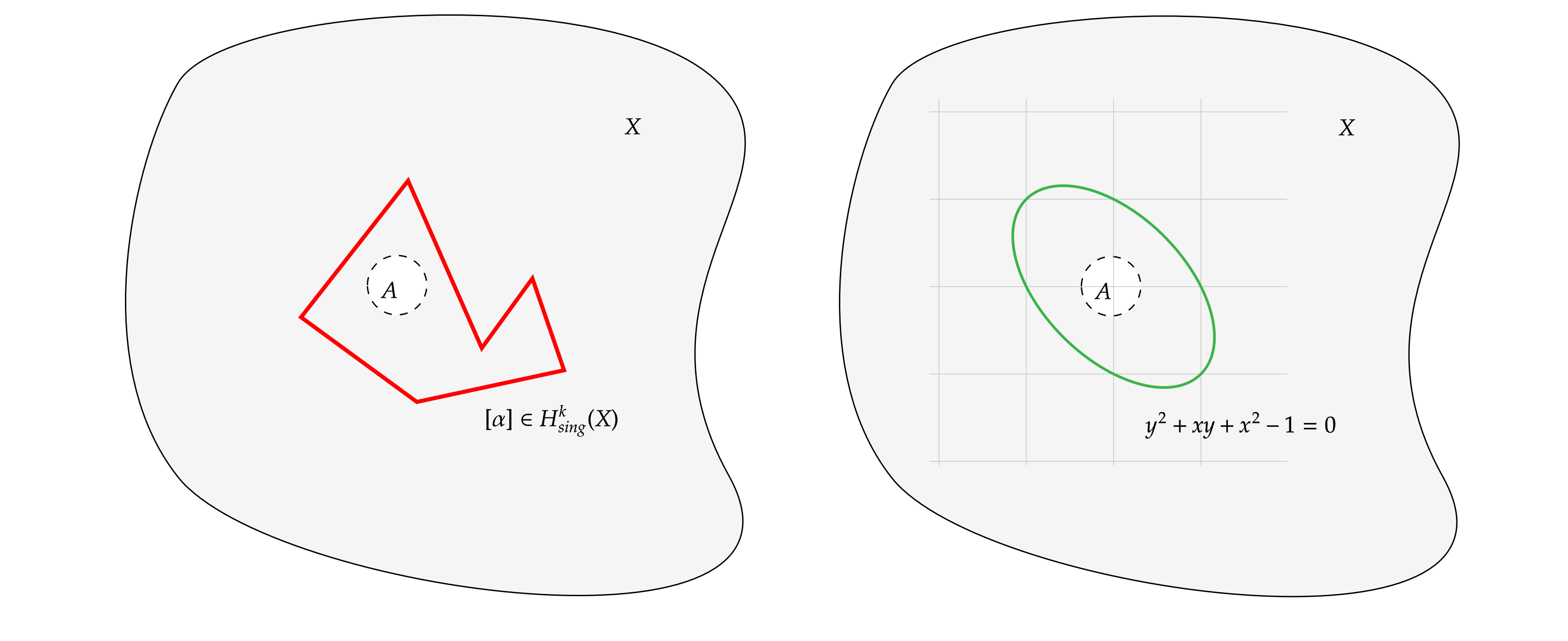
Les données topologiques d'un espace X, tel qu'un trou (labellisé A), sont détectées à l'aide de la (co)homologie singulière, où l'existence d'une classe non nulle implique que X a un trou (-dimentionnel). Une telle classe est représentée par une (co)chaine de simplexes, labellisée en rouge comme ensemble de 1-simplexes. Cette classe détecte le trou A en tournant autour. Dans ce cas, il y a en effet une équation polynomiale dont l'ensemble des zéros, en vert sur le dessin de droite, détecte le même trou en tournant autour. La conjecture de Hodge généralise cet énoncé en dimensions supérieures.

## Motivation
Soit X une variété complexe compacte de dimension complexe n. Alors X est une variété lisse réelle orientable de dimension réelle {\displaystyle 2n}, donc ses groupes de cohomologie se situent en degrés {\displaystyle 0\leq i\leq 2n}. Supposons de plus que X soit une variété kählérienne, de sorte qu'il existe une décomposition de sa cohomologie à coefficients complexes
{\displaystyle H^{n}(X,\mathbb {C} )=\bigoplus _{p+q=n}H^{p,q}(X),}
où {\displaystyle H^{p,q}(X)} est le sous-groupe de classes de cohomologie qui sont représentées par des formes harmoniques de type {\displaystyle (p,q)}. Autrement dit, ce sont les classes de cohomologie représentées par des formes différentielles qui, dans un certain choix de coordonnées locales {\displaystyle z_{1},\ldots ,z_{n}}, peuvent être écrites sous la forme d'une fonction harmonique multipliée par :
{\displaystyle dz_{i_{1}}\wedge \cdots \wedge dz_{i_{p}}\wedge d{\bar {z}}_{j_{1}}\wedge \cdots \wedge d{\bar {z}}_{j_{q}}.}
Puisque X est une variété orientée compacte, l'intégration des formes sur X à un sens. Soit Z une sous variété complexe de X de dimension k, et {\displaystyle i\colon Z\to X} l'inclusion. Pour une forme différentielle {\displaystyle \alpha } de type {\displaystyle (p,q)}, on peut intégrer {\displaystyle \alpha } sur Z à l'aide du tiré en arrière {\displaystyle i^{*}},
{\displaystyle \int _{Z}i^{*}\alpha .}
Pour évaluer cette intégrale, choisissons un point de Z, disons {\displaystyle z=(z_{1},\ldots ,z_{k})}. L'inclusion de Z dans X signifie que nous pouvons choisir une base locale sur X et imposer {\displaystyle z_{k+1}=\cdots =z_{n}=0}. Si {\displaystyle p>k}, alors {\displaystyle \alpha } doit contenir un {\displaystyle dz_{i}} où {\displaystyle z_{i}} se tire en arrière sur zéro sur Z. La même chose est vraie pour {\displaystyle d{\bar {z}}_{j}} si {\displaystyle q>k}. Par conséquent, cette intégrale est nulle si {\displaystyle (p,q)\neq (k,k)}.
La conjecture de Hodge demande alors (vaguement) :
Quelles classes de cohomologie dans {\displaystyle H^{k,k}(X)} proviennent de sous-variétés complexes Z ?

## Énoncé de la conjecture
Soit
{\displaystyle \operatorname {Hdg} ^{k}(X)=H^{2k}(X,\mathbb {Q} )\cap H^{k,k}(X).}
Nous appelons cela le groupe des classes de Hodge de degré 2k sur X.
L'énoncé moderne de la conjecture de Hodge est
Conjecture de Hodge. Soit X une variété projective complexe non singulière. Alors chaque classe de Hodge sur X est une combinaison linéaire à coefficients rationnels des classes de cohomologie des sous-variétés complexes de X.
Une variété complexe projective est une variété complexe qui peut être incluse dans un espace projectif complexe. Or l'espace projectif admet une métrique kählérienne, dite de Fubini-Study. Une telle variété est donc toujours une variété kählérienne. D'après le théorème de Chow, une variété complexe projective est également une variété algébrique projective lisse, c'est-à-dire qu'elle est l'ensemble des zéros d'une collection de polynômes homogènes.

### Formulation en termes de cycles algébriques
Une autre façon de formuler la conjecture de Hodge fait usage des cycles algébriques. Un cycle algébrique sur X est une combinaison formelle de sous-variétés de X; c'est-à-dire un objet de la forme
{\displaystyle \sum _{i}c_{i}Z_{i}.}
Les coefficients sont généralement considérés comme entiers ou rationnels. Nous définissons la classe de cohomologie d'un cycle algébrique comme étant la somme des classes de cohomologie de ses composantes. Par exemple, la classe de cohomologie du cycle ci-dessus serait
{\displaystyle \sum _{i}c_{i}[Z_{i}].}
Une telle classe de cohomologie est dite algébrique. Avec cette notation, la conjecture de Hodge se reformule
Conjecture de Hodge. Soit X une variété complexe projective. Toute classe de Hodge sur X est algébrique.
L'hypothèse d'algébricité de X ne peut être affaiblie. En 1977, Steven Zucker (en) construit un contre-exemple à la conjecture de Hodge à l'aide de tores complexes donnant une cohomologie rationnelle analytique de type {\displaystyle (p,p)}, qui n'est pas algébrique.

## Cas connus de la conjecture de Hodge

### Faible dimension et codimension
Le premier résultat sur la conjecture de Hodge est dû à Lefschetz. Ce résultat est antérieure à la formulation de la conjecture et a en fait été une des motivations de Hodge.
Théorème (de Lefschetz sur les (1,1)-classes) Tout élément de {\displaystyle H^{2}(X,\mathbb {Z} )\cap H^{1,1}(X)} est la classe de cohomologie d'un diviseur sur {\displaystyle X}. En particulier, la conjecture de Hodge est vraie pour {\displaystyle H^{2}}.
Une preuve rapide peut être donnée en utilisant la cohomologie des faisceaux et la suite exponentielle exacte (la classe de cohomologie d'un diviseur s'avère égale à sa première classe de Chern). La preuve originale de Lefschetz utilisait des fonctions normales, introduites par Henri Poincaré. Cependant, le théorème de transversalité de Griffiths montre que cette approche ne peut pas prouver la conjecture de Hodge pour les sous-variétés de codimension supérieure.
Par le théorème de Lefschetz dur (en), on peut prouver :
Théorème. Si la conjecture de Hodge est vraie pour les classes de Hodge de degré {\displaystyle p} pour un certain {\displaystyle p<{\frac {n}{2}}}, alors elle l'est également pour les classes de Hodge de degré {\displaystyle 2n-p}.
La combinaison des deux théorèmes ci-dessus implique que la conjecture de Hodge est vraie pour les classes de Hodge de degré {\displaystyle 2n-2}. Cela prouve la conjecture de Hodge lorsque {\displaystyle X} est de dimension au plus trois. De plus, on a le
Corollaire. Si l'algèbre {\displaystyle \operatorname {Hdg} ^{*}(X)=\bigoplus \nolimits _{k}\operatorname {Hdg} ^{k}(X)} est générée par {\displaystyle \operatorname {Hdg} ^{1}(X)}, alors la conjecture de Hodge est vraie pour {\displaystyle X}.

### Hypersurfaces
Soit une hypersurface 2m-dimensionnelle {\displaystyle X\subset \mathbf {P} ^{2m+1}}. D'après les théorèmes de Lefschetz dur et faible, la seule partie non triviale de la conjecture de Hodge pour X  est située en « m » Si X est de degré d valant 2 (X est une quadrique), la conjecture de Hodge est démontrée pour tout m. Pour {\displaystyle m=2}, la conjecture de Hodge est démontrée pour {\displaystyle d\leq 5}.

### Variétés abéliennes
Pour la plupart des variétés abéliennes, l'algèbre Hdg*(X) est engendrée par Hdg1(X), donc la conjecture de Hodge est vérifiée. En particulier, la conjecture de Hodge est valable pour  les produits de courbes elliptiques et pour les variétés abéliennes simples de dimension première,,. Cependant, Mumford a construit un exemple de variété abélienne de dimension 4 où Hdg2(X) n'est pas engendré par des produits de classes de diviseurs. André Weil a généralisé cet exemple en montrant que chaque fois que la variété a multiplication complexe par un corps quadratique imaginaire, alors Hdg2(X) n'est pas engendré par Hdg1(X). Moonen et Zarhin ont prouvé qu'en dimension inférieure à 5, soit Hdg*(X) est engendré par Hdg1(X), soit la variété a une multiplication complexe par un corps quadratique imaginaire. Dans ce dernier cas, la conjecture de Hodge n’est connue que dans des cas particuliers.

## Généralisations

### La conjecture intégrale de Hodge
La conjecture énoncée par Hodge dans son travail séminal était la suivante : Soit X une variété complexe projective. Toute classe de cohomologie dans {\displaystyle H^{2k}(X,\mathbb {Z} )\cap H^{k,k}(X)} est une classe de cohomologie d'un cycle algébrique à coefficients entiers sur X.
On sait depuis que cette version est fausse. Le premier contre-exemple a été construit par Atiyah et Hirzebruch. En utilisant la K-théorie, ils construisent un exemple de classe de cohomologie de torsion, c'est-à-dire une classe de cohomologie α telle que nα = 0 pour un entier positif n, qui n'est donc pas la classe d'un cycle algébrique. Une telle classe de cohomologie est nécessairement une classe de Hodge. Totaro a étendu leur résultat à de nombreux autres exemples.
L’ajustement le plus simple de la conjecture initiale de Hodge serait:
Conjecture entière de Hodge modulo torsion. Soit X une variété complexe projective. Toute classe de cohomologie dans {\displaystyle H^{2k}(X,\mathbb {Z} )\cap H^{k,k}(X)} est la somme d'une classe de torsion et d'une classe d'un cycle algébrique à coefficients entiers sur X.
C'est également faux. Kollàr exhibe une classe de Hodge α qui n'est pas algébrique, mais qui a un multiple entier algébrique.
En 2016, il est montré que pour obtenir une conjecture de Hodge entière correcte, il faut remplacer les groupes de Chow, qui peuvent également être exprimés en groupes de cohomologie motivique, par une variante dite de cohomologie étale motivique. Il est aussi montré que la conjecture rationnelle de Hodge est équivalente à une conjecture entière de Hodge pour cette cohomologie motivique.

### La conjecture de Hodge pour les variétés kählériennes
Une généralisation naturelle de la conjecture de Hodge demanderait :
Conjecture de Hodge  pour les variétés kählériennes, version naïve. Soit X une variété de Kähler complexe. Alors chaque classe de Hodge sur X est une combinaison linéaire à coefficients rationnels de classes de cohomologie des sous-variétés complexes de X.
C'est trop optimiste, car il n'y a pas assez de sous-variétés pour que cela fonctionne. Une alternative possible consiste à poser à la place l’une des deux questions suivantes :
Conjecture de Hodge pour les variétés kählériennes, version fibre vectoriel (resp. fibré vectoriel). Soit X une variété complexe kählérienne. Toute classe de Hodge sur X est une combinaison linéaire à coefficients rationnels de classes de Chern de fibrés vectoriels sur X (resp. faisceaux cohérents).
Claire Voisin démontre, en 2002, que les classes de Chern de faisceaux cohérents donnent strictement plus de classes de Hodge que les classes de Chern de fibrés vectoriels et que les classes de Chern de faisceaux cohérents sont insuffisantes pour engendrer toutes les classes de Hodge. Par conséquent, les seules formulations connues de la conjecture de Hodge pour les variétés kählérienne sont fausses.

### Conjecture de Hodge généralisée
Hodge a fait une conjecture supplémentaire, plus forte que la conjecture entière de Hodge. On dit qu'une classe de cohomologie sur X est de co-niveau c si elle est le poussé en avant d'une classe de cohomologie sur une sous-variété de codimension c de X. Les classes de cohomologie de co-niveau au moins c filtrent la cohomologie de X, et il est facile de vérifier que la c-ième étape de la filtration {\displaystyle N^{c}H^{k}(X,\mathbf {Z} )} satisfait
{\displaystyle N^{c}H^{k}(X,\mathbf {Z} )\subseteq H^{k}(X,\mathbf {Z} )\cap (H^{k-c,c}(X)\oplus \cdots \oplus H^{c,k-c}(X)).}
La formulation originale de Hodge stipulait l'égalité ci-dessus :
Conjecture de Hodge généralisée, version de Hodge. {\displaystyle N^{c}H^{k}(X,\mathbf {Z} )=H^{k}(X,\mathbf {Z} )\cap (H^{k-c,c}(X)\oplus \cdots \oplus H^{c,k-c}(X)).}
Mais en 1969, Alexandre Grothendieck observe que cela ne peut être vrai, même avec des coefficients rationnels, car le membre de droite n'est pas toujours muni d'une structure de Hodge. Sa forme corrigée devient :
Conjecture de Hodge généralisée. {\displaystyle N^{c}H^{k}(X,\mathbf {Q} )} est la plus grande sous-structure de Hodge de {\displaystyle H^{k}(X,\mathbf {Z} )} contenue dans{\displaystyle H^{k-c,c}(X)\oplus \cdots \oplus H^{c,k-c}(X).}
Cette version est ouverte.

## Lieux de Hodge
Un des indices les plus prometteur en faveur de la conjecture de Hodge est le résultat d'algébricité de Cattani, Deligne, et Kaplan obtenu en 1995. Supposons que l'on fasse varier la structure complexe de X sur une base simplement connexe. Alors la cohomologie singulière de X ne varie pas, mais la décomposition de Hodge change. Si la conjecture de Hodge est vérifiée, alors le lieu de tous les points de la base où la cohomologie d'une fibre est une classe de Hodge est en fait un sous-ensemble algébrique, c'est-à-dire qu'il est défini par des équations polynomiales. Les auteurs ont démontré que cela est toujours vrai, sans supposer la conjecture de Hodge.